# Windpark Pilsum
Der Windpark Pilsum ist ein Windpark in der Nähe der ostfriesischen Ortschaft Pilsum. Er besteht aus sechs Windkraftanlagen vom Typ Enercon E-40/5.40. Betreiber der Anlagen ist die EWE AG.

## Geschichte
Schon im Jahr 1989 wurde der Vorgänger des heutigen Windparks Pilsum mit zehn Windkraftanlagen vom Typ Enercon E-32 eingeweiht. Zu dieser Zeit war er der größte Windpark Deutschlands. Im Jahr 2002 wurde der Windpark durch ein Repowering komplett erneuert. Trotz Reduzierung von zehn auf sechs Windkraftanlagen blieb die Gesamtleistung gleich. Die Investitionskosten betrugen 3,8 Millionen Euro.
Zusammen mit 29 anderen Erneuerbare-Energien-Anlagen in ganz Deutschland, darunter 3 Windparks, war der Windpark Pilsum im Jahr 2007 in das Projekt Kombikraftwerk 1 eingebunden, in dessen Rahmen ein Virtuelles Kraftwerk aus dezentralen Erzeugungsanlagen zur Vollversorgung mit erneuerbaren Energien erfolgreich erprobt wurde.

## Informationen
Neben den sechs Windkraftanlagen mit zusammen 3 Megawatt installierter Nennleistung gab es im Windpark Pilsum ein EWE-Informationszentrum, in dem man sich über die Technik der Windkraftanlagen im Park informieren konnte. Die jährliche Stromproduktion des Windparks beziffert sich auf rund 10.000 MWh.